# Sonja Kailassaari
Sonja Kailassaari, född 1980, är en finlandssvensk programvärd. 
Kailassaari har presenterat bl.a. Yle Fems morgonprogram Min Morgon. Sedan augusti 2014 presenterar Kailassaari pratshowen Efter Nio, till våren 2021 tillsammans med Mårten Svartström, sedan med Janne Grönroos.  Därutöver leder hon panelen i frågesporten Vem vad när.